# Chitonidae
Chitonidae es una familia de moluscos marinos poliplacoforos o quitones, cuya concha está formada por ocho placas o válvas articuladas Hay quince géneros agrupados en tres subfamilias

## Subfamilias y géneros
Las Subfamilias y géneros incluidos dentro de la familia Chitonidae son:
- Subfamilia Chitoninae Rafinesque, 1815
  - Chiton Linnaeus, 1758
  - Amaurochiton Thiele, 1893
  - Radsia Gray, 1847
  - Sypharochiton Thiele, 1893
  - Nodiplax Beu, 1967
  - Rhyssoplax Thiele, 1893
  - Teguloaplax Iredale & Hull, 1926
  - Mucrosquama Iredale, 1893
  - Rhyssoplax + Thiele, 1893

- Subfamily Toniciinae Pilsbry, 1893 
  - Tonicia Gray, 1847
  - Lucilina + Dall, 1882
  - Onithochiton Gray, 1847

- Subfamily Acanthopleurinae Dall, 1889
  - Acanthopleura Guilding, 1829
  - Liolophura Pilsbry, 1893
  - Enoplochiton Gray, 1847
  - Squamopleura Nierstrasz, 1905